# Mayu Mukaida
Mayu Mukaida (向田真優?, Mukaida Mayu; Yokkaichi, 22 giugno 1997) è una lottatrice giapponese, specializzata nella lotta libera, due volte campionessa del mondo nella categoria 55 kg (nel 2016 e nel 2018).

## Palmarès
- Giochi olimpici

Tokyo 2020: oro nei 53 kg.
- Mondiali

Budapest 2016: oro nei 55 kg.
Parigi 2017: argento nei 53 kg.
Budapest 2018: oro nei 55 kg.
Nur-Sultan 2019: argento nei 53 kg.
- Campionati asiatici

Nuova Delhi 2017: oro nei 53 kg.
Xi'an 2019: argento nei 53 kg.
Nuova Delhi 2020: argento nei 53 kg.
- Giochi olimpici giovanili

Nanchino 2014: oro nei 52 kg.